# Кинг, Зак
Закари Майкл "Зак" Кинг (англ. Zachary Michael "Zach" King, 4 февраля 1990, Портленд, Орегон) — американский видеомонтажёр и фокусник, получивший известность благодаря своим коротким роликам в Vine и YouTube.
Популярность ему принесли шестисекундные видеоролики, нарушающие все известные законы физики, которые он называет «цифровой ловкостью рук». В них Кинг «творит магию» посредством цифрового монтажа.
Создал книгу о своей подростковой жизни «Зак Кинг: Моя Магическая Жизнь (Zach King: My Magical Life)»

## Детство и юность
Зак Кинг родился и вырос в Портленде, штат Орегон. Он наполовину китаец по отцовской линии, и на четверть австриец и никарагуанец по материнской линии.
Зак сделал свой первый фильм, когда ему было 7 лет, с помощью бытовой видеокамеры. В 14 лет он приобрёл набор видеоаппаратуры, в том числе компьютер Mac, камеры и штатив и начал снимать и редактировать видео. В декабре 2012 года Зак окончил факультет кино и медиа-искусства в Университете Биола.
С 2014 года женат на Рэйчел Холм, у них двое сыновей.

## Карьера
В 2008 году Кинг открыл свой сайт FinalCutKing.com, где публиковал свои уроки и советы по Final Cut Pro, поскольку не смог найти в Интернете подходящих учебных материалов. В то же время он начал использовать свой канал на YouTube, чтобы публиковать обучающие материалы о визуальных эффектах, полученных с помощью программного обеспечения. Когда его сайт приобрёл популярность, он начал продавать обучающие семинары, используя деньги, чтобы оплатить свою учёбу.
В 2010 году он занял первое место в конкурсе рекламы «Хьюлетт-Паккард» и получил право пройти по красной дорожке Лондонского кинофестиваля. Участвовал в 2012 в конкурсе вирусных видео для телеканала фантастики Syfy. В 2013 году он выиграл на YouTube NextUp Creators Contest. Снялся вместе с бортпроводницей авиакомпании Turkish Airlines, в качестве инструкции по безопасности.

### YouTube

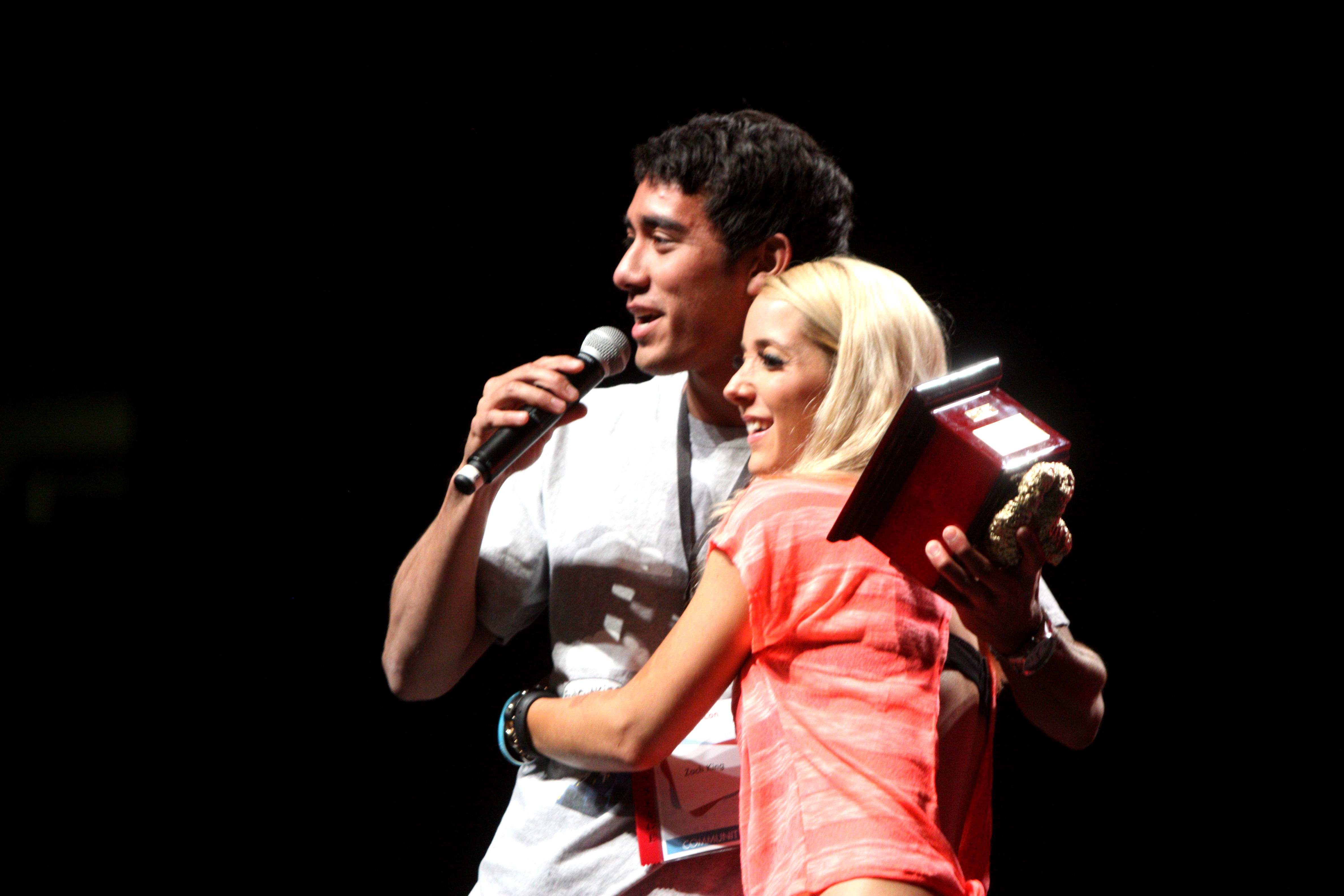
King получает в 2012 году Vidcon Golden Poop Award

В 2011 году Зак выложил на YouTube ролик под названием Jedi Kittens (с англ. — «Котята-джедаи»), созданный вместе с другом по колледжу. На видео две кошки сражались световыми мечами. Ролик набрал более миллиона просмотров за три дня а затем — более 14 миллионов просмотров. Продолжение видео под названием Jedi Kittens Strike Back (с англ. — «Котята-джедаи наносят ответный удар») заработал более 17 миллионов просмотров. Третья часть видео — Jedi Kittens with Force (с англ. — «Сила котят-джедаев») была размещена в 2014 году на официальном YouTube канале Кинга FinalCutKing.
В мае 2013 года он был назван YouTube одним из 25 самых перспективных молодых фильм-мейкеров Америки. В рамках NextUp Creators contest, проводимого YouTube, Кинг выиграл $35.000, а также поездку в Нью-Йорк на четыре дня на YouTube Creator Camp. Его представление на конкурс называлось Contest Entry Gone Wrong (с англ. — «При представлении на конкурс что-то пошло не так»). На видео, когда он начинает просить, чтобы его выбрали победителем, на него неожиданно начинается атака с воздуха.
По состоянию на декабрь 2023 приблизительный доход канала Zach King в месяц от AdSense составляет от 657 тысяч до 5 миллионов долларов.

### Vine
Кинг завёл аккаунт на Vine в сентябре 2013 года, вслед за своими друзьями. После создания там учётной записи в течение следующих тридцати дней он решил создать по одному 6-секундному видео ежедневно. Первые ролики оказались успешными, и он решил продолжить их создание и публикацию.
Его первый vine-ролик, I have a Pikachu kitty!!!! (с англ. — «Мой котёнок — Пикачу!») собрал более 11 миллионов просмотров и 450 тысяч лайков.

## Награды и почетные звания
- 2009 — Первое место на конкурсе рекламы HP в рамках лондонского кинофестиваля[26]
- 2009 — Critic’s Choice Award at Bridgestone Tires’s Safety Scholars Teen Driver Video Contest.[10]
- 2010 — First place London Film Festival: Heartbrand Ad[27]
- 2010 — Bridgestone Safety Scholar Winner[28]
- 2012 — Vidcon Golden Poop Award[29]
- 2013 — YouTube’s NextUp Creators Contest[16]
- 2016 — Biola University Young Alumnus Award[30]